# Corymorpha annulata
Corymorpha annulata is een hydroïdpoliep uit de familie Corymorphidae. De poliep komt uit het geslacht Corymorpha. Corymorpha annulata werd in 1928 voor het eerst wetenschappelijk beschreven door Kramp. 